# Tarucus hazara
Tarucus hazara är en fjärilsart som beskrevs av Evans 1932. Tarucus hazara ingår i släktet Tarucus och familjen juvelvingar. Inga underarter finns listade i Catalogue of Life.